# Paleotoca
Una paleotoca (de toca, llodriguera en portuguès) és una llodriguera o cau subterrani excavat per mamífers de la megafauna, o altres animals gegants extints, que van viure durant l'era prehistòrica.
Un cas particular seria una crotovina, una paleotoca omplerta per sediments (sorres, argiles i similars) que al llarg dels segles s'han anat dipositat amb les pluges o la porositat del terreny. Generalment aquests traços fòssils (icnofòssils) posseeixen grans proporcions, compatibles amb les dimensions dels animals d'aquest període.

## Brasil
Especialment al Brasil hi ha diverses excavacions paleontològiques caracteritzades com a paleotoques, com ara a Ponta do Abunã, a Rondônia, a la regió amazònica, en el Parc Nacional de la Serra de Gandarela, a Minas Generais, o a Monte Bonito, en el Riu Gran del Sud; a més de la Toca del Tatu a Santa Catarina, entre altres descobriments, as well as the Toca do Tatu in Santa Catarina.
Després de l'extinció de la megafauna, fa gairebé més de 10.000 anys, algunes paleotoques van passar a ser reutilitzades per antigues poblacions indígenes. Investigacions recents indiquen que les estructures eren utilitzades per aquestes poblacions com recers temporals i també per a finalitats ritualístiques. En el seu interior poden ser trobats vestigis arqueològics com ara eines de pedra, artefactes ceràmics, sepulcres humans, a més d'inscripcions gravades en les seves parets, conegudes com a art rupestre. Les paleotoques normal són classificades com excavacions paleontològiques, però si al seu interior s'hi descobreixen vestigis d'antigues poblacions, l'emplaçament també passa a ser denominada excavació arqueològica, servint així d'objecte d'investigació tant de paleontòlegs com d'arqueòlegs.